# 용남초등학교 (창원시)
용남초등학교는 대한민국 경상남도 창원시에 있는 공립 초등학교이다.

## 학교 연혁
- 1984년 9월 11일: 개교
- 1985년 11월 20일 도지정 및 교육부 제정
- 1986년 3월 1일 병설유치원 설립인가
- 1988년 3월 1일 교육 시범학교 운영
- 1996년 3월 1일 용남초등학교로 명칭을 바꿈
- 2002년 5월 1일 용남초 신관 개관
- 2004년 3월 1일 도지정 교실수업 개선 교육이 실시됨
- 2007년 3월  1일 제 53학급이 편성됨
- 2007년 10월 1일 영어체험실 완공
- 2008년 3월 14일 급식소(인명용홀)완공
- 2009년 3월 1일 제 9대 최명조교장선생님 취임
- 2009년 12월 1일 운동장 인조잔디 완공
- 2011년 9월 1일 제 10대 윤맹수교장선생님 취임
- 2012년 7월 14일 Farm School 운영
- 2016년 3월 1일 제 39학급이 편성됨
- 2017년 2월 17일 제 32회 졸업식
- 2017년 3월 1일 제 12대 안정옥교장선생님 취임
- 2021년 3월 1일 제 13대 구자익교장선생님 취임
- 2021년 7월 1일: 용남초등학교 주소가 의창구에서 성산구로 변경

## 참고 자료
- 용남초등학교 - 한국교육학술정보원 학교알리미